# Lester Cook
Lester Cook (Calabasas, 24 de abril de 1984) é um tenista profissional norte-americano, tem como melhor ranqueamento de 200° pela ATP.